# L'abric
L'abric (en rus: Шинель) és un conte fantàstic de Nikolai Gógol del 1843.

## Història
L'abric fou publicat per primera vegada a les Obres completes de Gógol el 1843, entre els contes del recull titulat Els contes de Sant Petersburg, (que comprenia El nas, El diari d'un boig i La perspectiva Nevski). Tanmateix, una primera versió del text fou acabada el 1840.